# Andrew Adamson
Andrew Adamson (n. 1 decembrie 1966, Auckland, Noua Zeelandă) a fost un regizor și director de imagine englez.

## Filmografie
- Shrek (2001)
- Shrek 2 (2004)
- Cronicile din Narnia - Leul, Vrăjitoarea și Dulapul (2005)
- Cronicile din Narnia: Prințul Caspian (2008)
- Mr. Pip (2012)
- Cirque du Soleil: Departe, în alte lumi (2012)

## Muzică
Adamson a colaborat cu trupa Death Grips la albumul lor din 2018, Year of the Snitch. El apare pe piesa "Dilemma", prezentând introducerea vorbită a piesei.